# Запольська (Даровський район)
Запо́льська (рос. Запольская) — присілок у складі Даровського району Кіровської області, Росія. Входить до складу Лузянського сільського поселення.
Населення становить 10 осіб (2010, 22 у 2002).
Національний склад станом на 2002 рік — росіяни 100 %.